# GO! Vivi a modo tuo
GO! Vivi a modo tuo (Go! Vive a tu manera) è una serie televisiva argentina prodotta da Onceloops e Kuarzo Entertainment Argentina e creata da Sebastián Mellino, pubblicata per la prima volta attraverso la piattaforma Netflix il 22 febbraio 2019.
Composta da 2 stagioni, nel febbraio del 2020 è stata confermata la produzione di una terza parte, che poi è stata cancellata.

## Trama
Mía è una ragazza che vive con la sua madrina e fin da piccola nutre una passione per la musica, come la madre, deceduta molti anni prima. Riesce ad entrare nella prestigiosa accademia Saint Mary. Qui, si scontrerà fin da subito con Lupe, figlia di Mercedes, proprietaria della scuola insieme a Ramiro, ex-fidanzato della madre di Mía. Incontrerà anche alcuni coetanei con cui farà amicizia, come Simón e Zoe. 

## Episodi
La prima stagione viene pubblicata su Netflix il 22 febbraio 2019, disponibile in 190 paesi, per un totale di 15 episodi. La sigla d'apertura si intitola Go Go Go ed è cantata dalla protagonista Pilar Pascual. La seconda stagione è stata distribuita il 21 giugno del 2019, sempre composta da 15 puntate.
Il 15 novembre dello stesso anno viene reso disponibile sulla piattaforma un lungometraggio tratto dalla serie dal titolo Go! La festa indimenticabile, con regista Mauro Scandolari.
| Stagione         | Episodi | Pubblicazione Argentina | Pubblicazione Italia |
| ---------------- | ------- | ----------------------- | -------------------- |
| Prima stagione   | 15      | 2019                    | 2019                 |
| Seconda stagione | 15      | 2019                    | 2019                 |

## Personaggi e interpreti

### Personaggi principali
- Mía Cáceres (stagioni 1-2), interpretata da Pilar Pascual e doppiata da Sara Labidi. 
 È una ragazza che riesce ad ottenere una borsa di studio per entrare nella scuola Saint Mary[6].
- Lupe Áchaval (stagioni 1-2), interpretata da Renata Toscano e doppiata da Giulia Tarquini. 
 È la capitana del gruppo delle cheerleader e le piace ballare danza classica. Ha un fratellastro di nome Álvaro ed è fidanzata con Juanma[6].
- Álvaro Paz (stagioni 1-2), interpretato da José Giménez Zapiola e doppiato da Mirko Cannella.
 Capitano della squadra di basket, è il fratellastro di Lupe[6]. È figlio di Mercedes e Javier.
- Juanma Portolesi (stagioni 1-2), interpretato da Santiago Sáez e doppiato da Manuel Meli. 
 Fidanzato di Lupe, giocatore di basket, nonché rivale di Álvaro[6].
- Simón (stagioni 1-2), interpretato da Paulo Sánchez Lima e doppiato da Gabriele Patriarca.
 È il migliore amico di Zoe e di Mía.
- Zoe Caletián (stagioni 1-2), interpretata da Carmela Barsamián e doppiata da Veronica Puccio.
 È la migliore amica di Simón e di Mía.
- Gaspar Fontán (stagioni 1-2), interpretato da Axel Muñiz e doppiato da Alex Polidori.
 Migliore amico di Mía.
- Agustina (stagioni 1-2), interpretata da María José Cardozo e doppiata da Virginia Brunetti.
 È la migliore amica di Lupe a Sofía.
- Sofía (stagioni 1-2), interpretata da María José Chicar e doppiata da Margherita De Risi. 
 È la migliore amica di Lupe a Agustina. Le piace guardare le soap opera.
- Ramiro Achával (stagioni 1-2), interpretato da Gastón Ricaud e doppiato da Roberto Gammino. 
 È il proprietario dell'accademia Saint Mary[7].
- Mercedes Taylor (stagioni 1-2), interpretata da Laura Azcurra e doppiata da Emanuela Damasio. 
 Direttrice della scuola Saint Mary e madre di Lupe e Álvaro[8].

### Personaggi secondari
- Federico Nacas (stagioni 1-2), interpretato da Simón Hempe e doppiato da Stefano De Filippis.
 Soprannominato Fede, è il migliore amico di Juanma e Nico. Inoltre, è un membro della squadra di basket della Saint Mary.
- Nicolás Ferrari (stagioni 1-2), interpretato da Daniel Rosado e doppiato da Federico Campaiola.
 Soprannominato Nico, è il migliore amico di Juanma e Federico. Inoltre, fa parte della squadra di pallacanestro della Saint Mary.
- Tobias Acera (stagioni 1-2), interpretato da Manuel Ramos e doppiato da Federico Bebi.
 È il migliore amico di Álvaro e Martín, nonché membro della squadra di basket dell'accademia.
- Martín Beltrán (stagioni 1-2), interpretato da Bautista Lena e doppiato da Jacopo Castagna.
 È il migliore amico di Álvaro e Tobias e componente della squadra di pallacanestro della scuola.
- Olivia Andrade (stagioni 1-2), interpretata da Antonella Carabelli e doppiata da Maria Grazia Cerullo.
 Migliore amica di Martina e assistente di Ivana durante le lezioni al Go!.
- Lola (stagioni 1-2), interpretata da Carolina Domenech.
 Membro della squadra delle cheerleader.
- Ivana (stagioni 1-2), interpretata da Nicole Luis e doppiata da Vanina Marini.
 Coordinatrice e professoressa del Go!.
- Martina (stagioni 1-2), interpretata da Ana Paula Pérez e doppiata da Sara Imbriani.
 È la migliore amica di Olivia e componente sia del Go! sia delle cheerleader della scuola.
- Nina Canale (stagioni 1-2), interpretata da Sofía Morandi.
 Alunna del Go!, in cui entra grazie ad una borsa di studio.
- Mara Mucci (stagioni 1-2), interpretata da Agustina Mindlin.
 Alunna del GO!, in cui entra grazie ad una borsa di studio.
- Mauro Moreira (stagioni 1-2), interpretata da Andrés Montorfano e doppiato da Leonardo Graziano.
 È il coordinatore della Saint Mary.
- Gloria (stagioni 1-2), interpretata da Ana Gutiérrez e doppiata da Letizia Ciampa.
 È la segretaria di Ramiro e dell'accademia.
- Marcelo Villka (stagioni 1-2), interpretato da Gonzalo Revoredo e doppiato da Roberto Certomà.
 È l'allenatore della squadra di basket.
- Florencia (stagioni 1-2), interpretata da Florencia Benítez e doppiata da Eleonora Reti.
 È la mamma di Juanma e amica di Mercedes.
- Mariana Cáceres (stagioni 1-2), interpretata da Josefina de Achával.
 Madre di Mía, morta diversi anni prima[9].
- Isabel Cáceres (stagioni 1-2), interpretata da Melania Lenoir e doppiata da Ilaria Latini.
 Madrina di Mía, nonché sorella di Mariana[9].
- Fabricio (stagioni 1-2), interpretato da Samuel Nascimento e doppiato da Francesco Fabbri.
 È uno dei docenti del corso del Go!.
- Rosario (stagioni 1-2), interpretata da Johanna Francella.
 È una docente dell'accademia.
- Yosy (stagioni 1-2), interpretata da Yosy Machado e doppiata da Barbara Pitotti.
 È l'allenatrice delle cheerleader.
- Teresa, interpretata da Luisa Drozdek.
- Javier Paz, interpretato da Daniel Campomenosi e doppiato da Massimiliano Virgilii.
 Padre di Álvaro ed ex-marito di Mercedes.

## Discografia
Dalla serie è uscito un primo extended play il 18 gennaio 2019, prima della pubblicazione dello sceneggiato su Netlix, dal titolo Go! Vive a Tu Manera (Banda Sonora Original) contenente 4 brani per l'etichetta discografica Warner Music Argentina che pubblicherà anche i successivi dischi. Invece, in contemporanea all'uscita della prima stagione, viene messo in commercio Go! Vive a Tu Manera (Música de la serie original de Netflix) con 13 canzoni, edito anche in versione portoghese.
Il 21 giugno 2019 viene pubblicato il compact disc No Tengo Miedo de Amar, in contemporanea con la seconda stagione.
| Anno | Dettagli |
| ---- | --- |
| 2019 | Go! Vive a Tu Manera (Banda Sonora Original) - Pubblicazione: 18 gennaio 2019 - Formati: download digitale - Etichetta: Warner Music Group                       |
| 2019 | Go! Vive a Tu Manera (Música de la serie original de Netflix) - Pubblicazione: 22 febbraio 2019 - Formati: CD, download digitale - Etichetta: Warner Music Group |
| 2019 | No Tengo Miedo de Amar - Pubblicazione: 21 giugno 2019 - Formati: CD, download digitale - Etichetta: Warner Music Group                                          |

## Go! En Vivo

### Scaletta
1. Intro
2. Just Feel It (Pilar Pascual)
3. Don’t Give Up (Axel Muñiz)
4. Pase Lo Que Pase (Pilar Pascual)
5. Go Go Go (Renata Toscano)
6. Cheerleaders (Llegó La Hora) (Ana Paula, Caro Domenech, Majo Cardozo & Renata Toscano)
7. Siempre Van a Hablar (Pilar Pascual, Paulo Sanchez Lima, Carmela Barsamián, Majo Chicar & Manuel Ramos)
8. Tonight (Pilar Pascual & Axel Muñiz)
9. Hoy Se Encuentran a Las Tres (José Giménez Zapiola & Santiago Saez)
10. Si No Es Ahora Cuando (José Gimenez Zapiola, Santiago Saez, Paulo Sanchez Lima, Simón Hempe & Nico Rosado)
11. No Tú No (Renata Toscano, Majo Cardozo & Majo Chicar)
12. Si Te Atreves a Soñar (Pilar Pacual)
13. Você é Demais (Paulo Sanchez Lima & Carmela Barsamián)
14. Ya No Más (Pilar Pascual & Santiago Saez)
15. See You' (Pilar Pascual & Renata Toscano)
16. Voy a Creer (José Giménez Zapiola)
17. Yo Soy Quién Soy (Pilar Pascual)
18. No Tengo Miedo de Amar (Cast)
19. Ven Junto a Mí (Pilar Pascual & José Giménez Zapiola)
20. Somos Uno (Cast)
21. Mashup Go (Cast)

### Date
| Data              | Città             | Paese     | Teatro              | Numero di spettacoli |
| ----------------- | ----------------- | --------- | ------------------- | -------------------- |
| America Latina    |                   |           |                     |                      |
| 20 luglio 2019    | Buenos Aires      | Argentina | Teatro Orbis Seguro | 1                    |
| 21 luglio 2019    | Buenos Aires      | Argentina | Teatro Orbis Seguro | 1                    |
| 25 luglio 2019    | Buenos Aires      | Argentina | Teatro Orbis Seguro | 1                    |
| 26 luglio 2019    | Buenos Aires      | Argentina | Teatro Orbis Seguro | 1                    |
| 27 luglio 2019    | Buenos Aires      | Argentina | Teatro Orbis Seguro | 1                    |
| 28 luglio 2019    | Buenos Aires      | Argentina | Teatro Orbis Seguro | 1                    |
| 30 luglio 2019    | Buenos Aires      | Argentina | Teatro Orbis Seguro | 1                    |
| 31 luglio 2019    | Buenos Aires      | Argentina | Teatro Orbis Seguro | 2                    |
| 1 agosto 2019     | Buenos Aires      | Argentina | Teatro Orbis Seguro | 1                    |
| 2 agosto 2019     | Buenos Aires      | Argentina | Teatro Orbis Seguro | 1                    |
| 3 agosto 2019     | Buenos Aires      | Argentina | Teatro Orbis Seguro | 1                    |
| 14 settembre 2019 | Rosario           | Argentina | Ex Rural            | 1                    |
| 21 settembre 2019 | Buenos Aires      | Argentina | Luna Park           | 1                    |
| 27 settembre 2019 | Córdoba           | Argentina | Plaza de La Musica  | 1                    |
| 2 novembre 2019   | Montevideo        | Uruguay   | Teatro de Verano    | 1                    |
| 9 novembre 2019   | Lima              | Perù      | Jockey Club         | 1                    |
| 1 dicembre 2019   | Buenos Aires      | Argentina | Luna Park           | 1                    |
| 8 febbraio 2020   | Mar del Plata     | Argentina | Helena Beach        | 1                    |
| 29 febbraio 2020  | Santiago del Cile | Cile      | Teatro Caupolicán   | 1                    |

## Riconoscimenti
Kids' Choice Awards México
- 2019 - Candidatura come show preferito

Produ Awards
- 2019 - Miglior serie infantile-giovanile
- 2019 - Candidatura come miglior compositore musicale a Sebastián Mellino, Pablo Correa, Ariela Lafuente, Alejandro Vergara e Antonella Marcello